# Пелегрино ди Мариано
Пелегрѝно ди Мариàно, или Пелегрино ди Мариано Росини (на италиански: Pellegrino di Mariano Rossini; * ок. 1425, † ок. 1492, Сиена, Сиенска република) e италиански художник от Сиенската школа, активен от 1449 до 1492 г.

## Биография
Пелегрино ди Мариано е второстепенен сиенски художник, неговата роля в развитието на местната школа е доста скромна и несъпоставима с приноса на такива художници като Джовани ди Паоло, Сано ди Пиетро или Сасета. За своята дълга артистична кариера не смогва да създаде собствен стил, нито да постигне високи художествени резултати. Както в миниатюрата, така и в кавалетната живопис често той продължава готическия маниер на Джовани ди Паоло, който, по всяка вероятност, e негов учител. Pelegrino е известен като художник-миниатюрист, но се занимава и с фреска.
Датата на раждане и смърт на художника са неизвестни. Документите, публикувани през 1854 година от Гаетано Миланези, съобщават, че Пелегрино дълго време е свързан с болницата Санта Мария дела Скала.
Съществуват три подписани от художника творби. Едната от тях е „Мадоната с Младенеца на трон с Йоан Кръстител и св. Бернардин Сиенски“. В нейния горен ъгъл е изобразено „Разпятие“. Това е неголям (58,4х41,9 см) домашен олтар, изпълнен ок. 1450 г., който сега се съхранява в Музея на изкуствата „Брукс“ в Мемфис. В нея, както и в другата, приписвана на Пелегрино работа – „Мадоната с Младенеца и светци“ (Колекция „А. Кувънховен“, Хеелсум, Нидерландия), се забелязва силното влияние на Джовани ди Паоло. Единствената работа, имаща и подпис на художника и дата на изготвяне, е „Мадоната с Младенеца“ от музей „Саут Кенсингтън“, Лондон (1448 г.).
- Миниатюра от Градуал. 1440 – 60 г. Библиотека на Филаделфия.
- Мадоната с Младенеца. 1460 – 70. Кристис.
- Мадоната с Младенеца и ангели. Частна колекция.
- Мадоната с Младенеца. Частна колекция.